# Andreas Alexander von Lingen

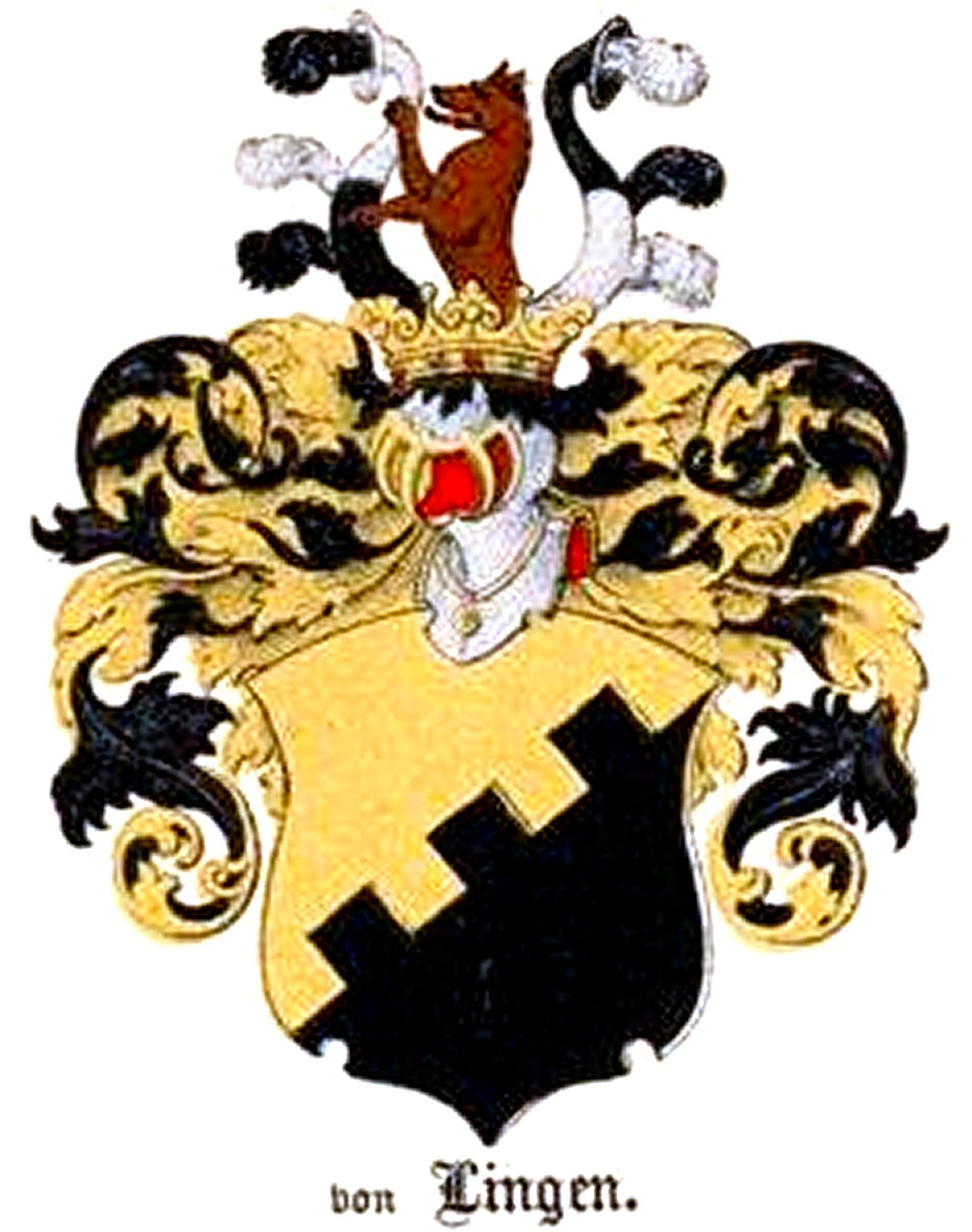
Wappen der baltischen Adelsfamilie „von Lingen“

Andreas Alexander von Lingen (* 26. September 1792 in Reval; † 4. Mai 1866 in Riga) war ein russischer General der Artillerie.

## Leben

### Herkunft
Andreas Alexander von Lingen stammte aus dem deutsch-baltischen Adelsgeschlecht von Lingen. Am 8. Dezember 1845 wurde er in die Adelsmatrikel der Öselschen Ritterschaft aufgenommen, ihm folgte sein Vetter Magnus von Lingen (1789–1865) und wiederum dessen Sohn Karl von Lingen als russischer Geheimrat in Sankt Petersburg. Sein Vater war der Titularrat Christian Christoph von Lingen (1744–1808), der in zweiter Ehe mit Christine Helene Jürgens (1758–1819) verheiratet war.

### Militärkarriere
Lingen diente seit 1809 in der kaiserlich-russischen Armee als Artillerieoffizier. Während des Russisch-Türkischen Krieges 1828/29 war er 1828 Kommandeur einer Artillerie-Brigade. 1833 wurde er zum Generalmajor befördert. 1837 bis 1838 war er in Kaukasien Brigadekommandeur bei der Infanterie. Er war von 1840 bis 1861 Chef der Livländischen Artilleriegarnisonen und wurde 1848 zum Generalleutnant befördert und später als General der Artillerie verabschiedet.

### Familie
Lingen heiratete Anna (Annette) von Schulmann (1810–1862), mit der er folgende Kinder hatte:
- Charlotte Helene (1831–1901) ⚭ Rudolf Huhn († 1859)
- Gustav Ferdinand (1832–1882), russischer Generalmajor ⚭ Margarethe Pauline von Lingen (1835–1884), Tochter seines Bruders Magnus von Lingen (1789–1865), Bürgermeister in Reval.